# A Hangover You Don't Deserve
A Hangover You Don't Deserve es el quinto álbum de estudio de Bowling for Soup. Fue lanzado el 14 de septiembre de 2004 y es su tercer álbum con Jive Records. El primer sencillo, «1985», llegó hasta el puesto #5 en Billboard Adult Top 40.

## Lista de canciones
| N.º | Título                      | Escritor(es)                     | Duración |  |
| 1.  | «Almost» (*)                | Jaret Reddick, Butch Walker      | 3:26     |  |
| 2.  | «Trucker Hat» (*)           | Reddick, Walker                  | 3:01     |  |
| 3.  | «1985» (*)                  | Reddick, Mitch Allan, John Allen | 3:13     |  |
| 4.  | «Get Happy»                 | Reddick, Zac Maloy               | 2:56     |  |
| 5.  | «Ohio (Come Back to Texas)» | Reddick, Maloy, Ted Bruner       | 3:50     |  |
| 6.  | «Ridiculous»                | Reddick, Casey Diiorio           | 3:58     |  |
| 7.  | «Shut-Up and Smile»         | Reddick, Maloy                   | 4:02     |  |
| 8.  | «Last Call Casualty» (*)    | Reddick, Walker                  | 3:31     |  |
| 9.  | «Next Ex-Girlfriend»        | Reddick, Coplan                  | 3:25     |  |
| 10. | «A-Hole»                    | Reddick, Zuniga                  | 3:56     |  |
| 11. | «My Hometown»               | Reddick                          | 3:02     |  |
| 12. | «Smoothie King»             | Reddick, Maloy                   | 4:01     |  |
| 13. | «Sad Sad Situation»         | Reddick, Zuniga, Tony Scalzo     | 2:25     |  |
| 14. | «Really Might Be Gone»      | Reddick                          | 3:43     |  |
| 15. | «Down for the Count»        | Reddick                          | 3:37     |  |
| 16. | «Two-Seater» (**)           | Reddick, Maloy                   | 3:55     |  |
| 17. | «Friends O' Mine»           | Reddick, Zuniga, Scalzo          | 2:22     |  |
| 18. | «[Blank]»                   |                                  |          |  |
| 19. | «Ohio» (Reprise)            | Reddick, Maloy, Bruner           | 7:17     |  |
| 20. | «Belgium» (Boy Band Remix)  | Reddick                          | 2:28     |  |

Cada versión del álbum, excepto la versión DualDisc, tiene una serie de temas de entre cuatro y cinco segundos de silencio completo, titulados "[blank]", entre la última canción y "Ohio (Reprise)". El número de pistas varía en función de la versión, pero de "Ohio (Reprise)" y "Belgium (Boy Band Remix)" son las pistas 43 y 44, respectivamente, en todas las versiones.
| Edición del Reino Unido |                       |              |          |  |
| N.º                     | Título                | Escritor(es) | Duración |  |
| 18.                     | «Somebody Get My Mom» |              | 3:20     |  |

| Edición de Japón |                                                                                                 |              |          |  |
| N.º              | Título                                                                                          | Escritor(es) | Duración |  |
| 18.              | «Somebody Get My Mom»                                                                           |              | 3:20     |  |
| 19.              | «Bipolar» (También aparece en el sencillo "1985", en las versiones de Australia y Reino Unido.) |              | 2:39     |  |

### Versión DualDisc
Cara CD
- Pistas 1-17 de la edición estándar.

Cara DVD
- Álbum completo en 5.1 Surround Sound
- Álbum completo en Stereo PCM
- "1985" (video)
- "Almost" (video)
- "Ridiculous" (video)
- "Two-Seater" (Acústico)